# Фёдор Романович (князь рязанский)
Фёдор Романович (умер в 1294) — князь рязанский с 1270 года, старший или средний из троих сыновей Романа Ольговича, после смерти которого Рязанское и Пронское княжества вновь разделилось: Фёдор унаследовал Рязань, а Ярослав — Пронск. Биографические сведения о нём неизвестны, летописи упоминают только о смерти Фёдора, хотя во время его правления княжество подверглось двум татарским набегам (в 1278 и 1288 годах).

## Биография
Информации о рязанских князьях в этот период, как и о многих других русских князьях немного. Летописи часто сообщают только об их смерти. В 1270 году в Орде был убит рязанский князь Роман Ольгович. От брака с Анастасией, происхождение которой неизвестно, он оставил трёх сыновей: Фёдора, Ярослава и Константина. Фёдор получил Рязань, а его брат Ярослав — Пронское княжество, которое с 1237 года находилось под управлением рязанских князей. А. В. Экземплярский отмечает, что в некоторых родословных рязанских князей, в частности, в «Бархатной книге» имя Фёдора отсутствует. 
Фёдор считается старшим из сыновей Романа Ольговича по той причине, что согласно летописям именно он правил в Рязанском княжестве после смерти отца. Однако А. В. Экземплярский указывает, что в приписке к Рязанской Кормчей книге, сделанной в 1284 году (то есть при жизни князя), а также в двух грамотах (XV века и 1840 года) Фёдор поставлен на второе место после Ярослава. Поэтому именно Ярослав мог быть старшим из братьев, однако в таком случае неясно, почему он унаследовал Пронск, а Фёдор — Рязань. Историк указывает, что неясность сохранившихся источников не позволяет однозначно решить вопрос о старшинстве рязанских князей. Существует также неопределённость в титуловании рязанских князей в летописях. В Лаврентьевской и Воскресенской Фёдор и Ярослав названы просто князьями рязанским и пронским соответственно, однако Никоновская летопись называет их великими князьями.
Какие-либо биографические сведения о Фёдоре отсутствуют. Летописи сообщают только о том, что в 1278 году княжество подверглось татарскому набегу, а в 1288 году ордынский князь Елорт (Елотдей), сын Темира, «воевал Рязанскую, Муромскую и Мордовскую земли». О рязанских князьях в этом сообщении не говорится, но А. В. Экземплярский считает, что, поскольку в этом году русские князья призывались в Орду, то рязанские князья в этом году также должны были отправиться туда; поэтому татары могли совершить набег, пользуясь отсутствием князя.
О смерти Фёдора летописи сообщают в 1270 году. Наследовал ему Ярослав Пронский.
Родословные не сообщают, был ли Фёдор женат, его потомство неизвестно.